# Кумперетура
Кумперетура (рум. Cumpărătura) — село у повіті Сучава в Румунії. Входить до складу комуни Босанч.
Село розташоване на відстані 348 км на північ від Бухареста, 9 км на південь від Сучави, 109 км на північний захід від Ясс.

## Населення
За даними перепису населення 2002 року у селі проживали 325 осіб, усі — румуни. Усі жителі села рідною мовою назвали румунську.